# 在アンカレジ領事事務所
在アンカレジ領事事務所（在アンカレッジ領事事務所、英語: Consular Office of Japan in Anchorage）は、アメリカ合衆国アラスカ州の最大都市アンカレッジに設置されている日本の領事事務所である。
北緯64度線付近のレイキャヴィークに置かれている在アイスランド日本国大使館に次いで、世界で2番目に北に位置する日本の在外公館となっている。また、世界で最も北に位置する日本の領事機関でもある。

## 沿革
- 1952年4月28日、サンフランシスコ平和条約の発効により日本国が独立、アメリカ合衆国も同条約締結国のうちの一国[3]
- 1969年3月28日、在アンカレジ日本国領事館（在アンカレッジ日本国領事館、英語: Consulate of Japan in Anchorage）の開設が定められる[4]
- 1982年4月26日、在アンカレジ日本国総領事館（在アンカレッジ日本国総領事館、英語: Consulate-General of Japan in Anchorage）に昇格する[5]
- 2005年3月31日、アンカレジの総領事館を廃止することが定められる[6]
- 2006年1月1日、廃止された総領事館に代わって在アンカレジ出張駐在官事務所（在アンカレッジ出張駐在官事務所）が開設される[7]
- 2014年8月1日、アンカレジの出張駐在官事務所が在アンカレジ領事事務所に改称される[8]

## 所在地
3601 C Street. Suite 1300, Anchorage, Alaska 99503

## 管轄地域
アラスカ州を管轄。